# Pleione hookeriana
Pleione hookeriana là một loài thực vật có hoa trong họ Lan. Loài này được (Lindl.) J.Moore miêu tả khoa học đầu tiên năm 1885.

## Hình ảnh

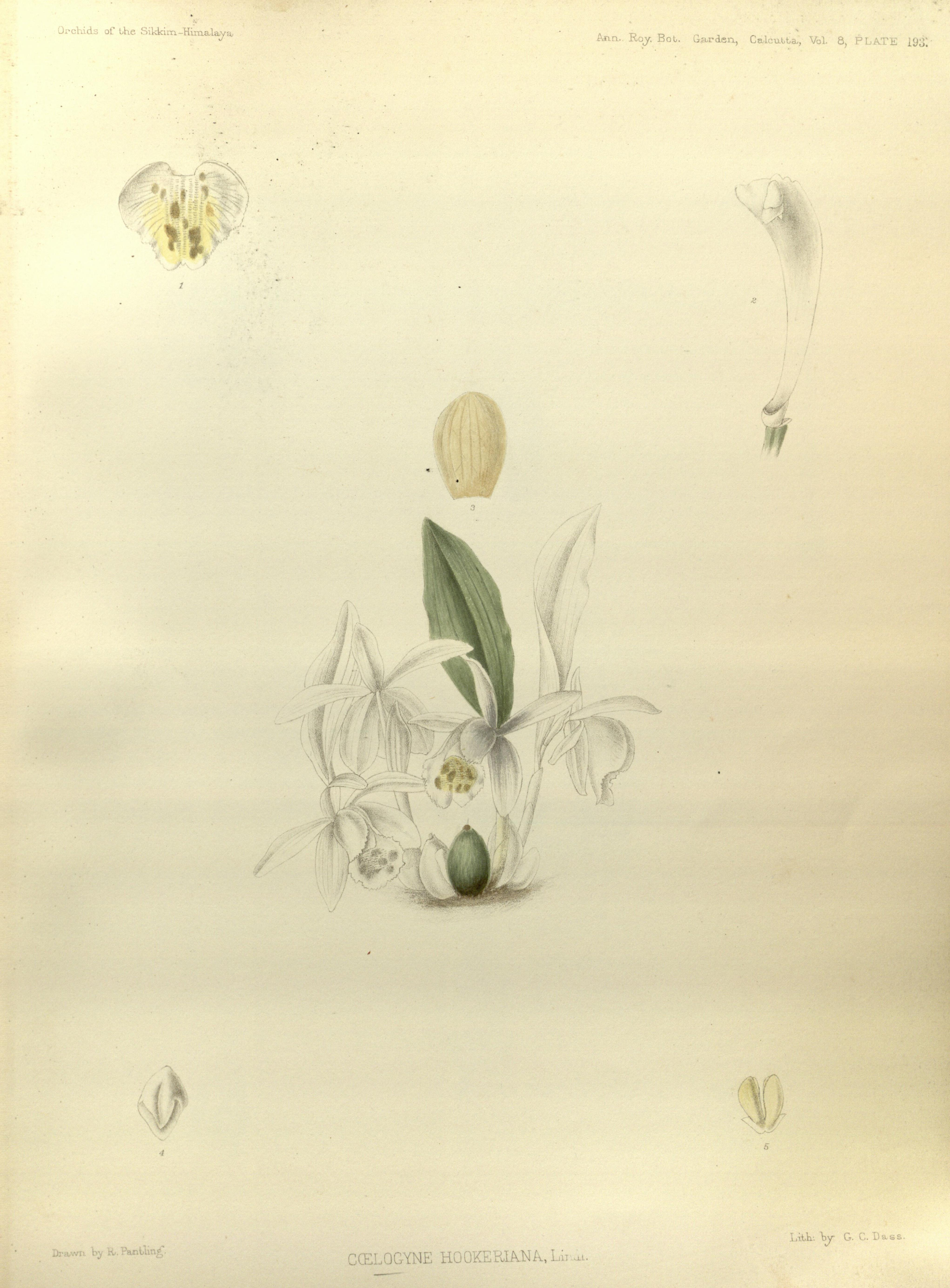
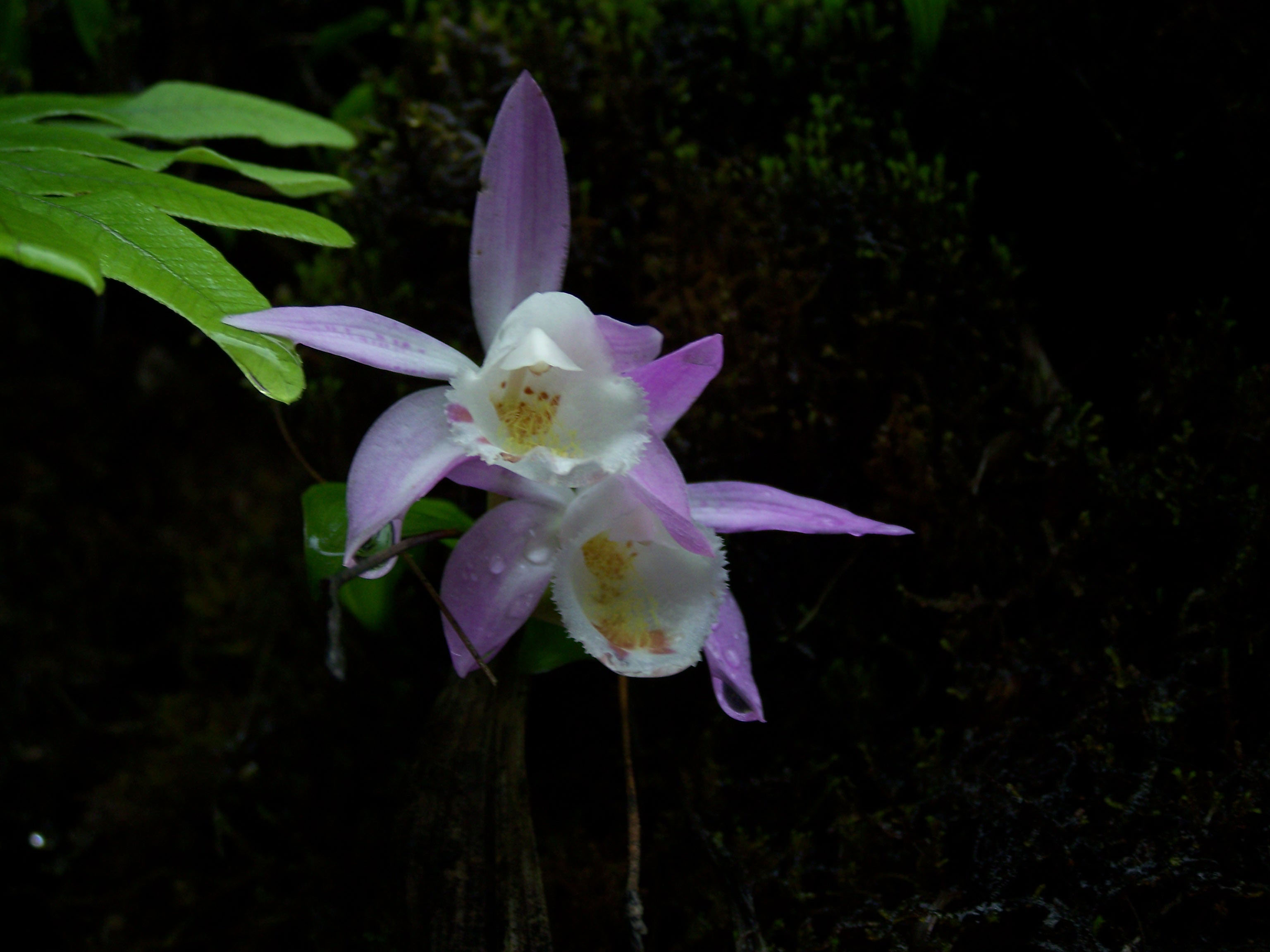
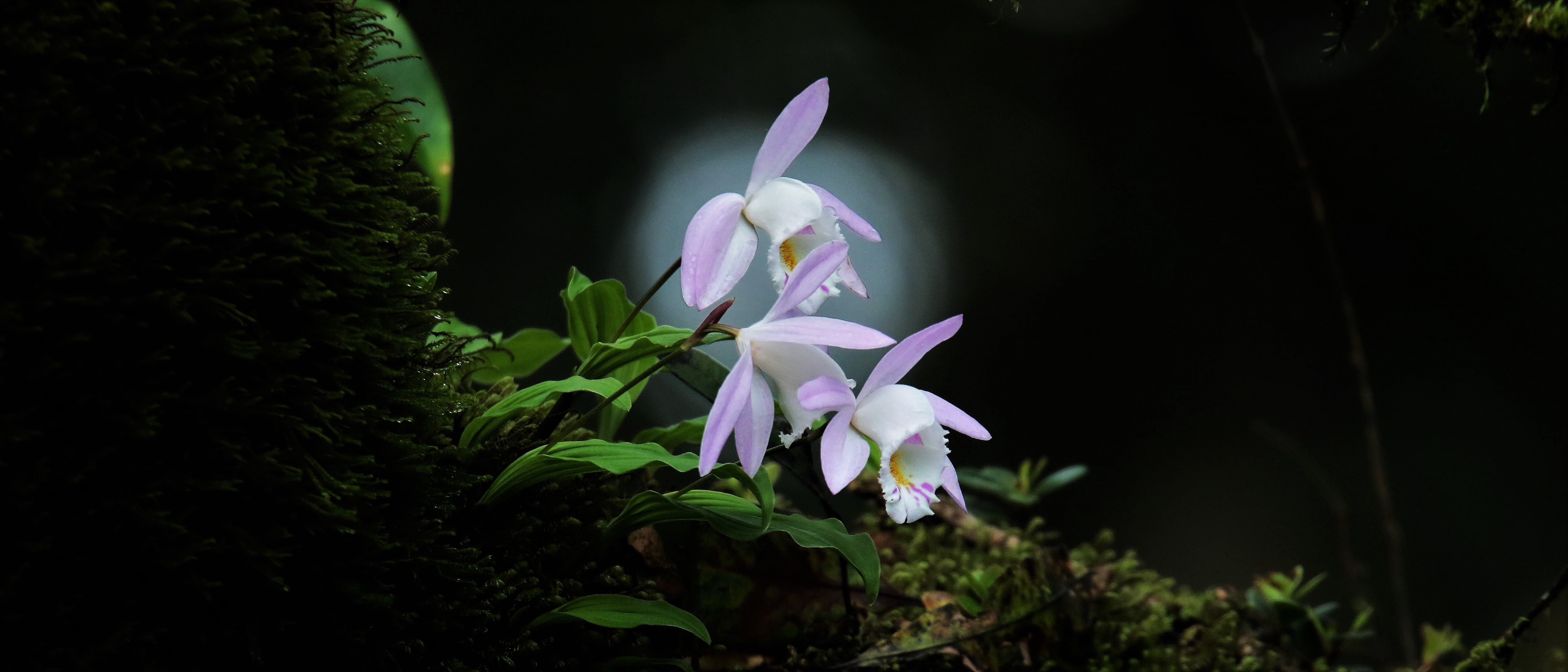
Pleione hookeriana